# Het ijzeren schild
Het ijzeren schild, vroeger bekend als Asterix en het ijzeren schild, is een verhaal uit de Asterix-serie uit 1968, geschreven door René Goscinny en getekend door Albert Uderzo.

## Verhaal
Het verhaal herinnert ons eerst aan de overwinning van Caesar bij Alesia, waar de Gallische leider Vercingetorix zijn wapens aan de voeten van Caesar werpt. Vervolgens draait het om het schild van Vercingetorix dat ineens spoorloos verdwijnt.
Een aantal jaren verder pikken we weer aan bij het inmiddels beroemd geworden Gallische dorp van Asterix. Het dorpshoofd Heroïx heeft last van zijn lever gekregen door te veel uitbundige feesten. Hij wordt door de druïde Panoramix naar een kuuroord gestuurd in het Land van Arvernus (Vichy), Asterix en Obelix escorteren hem daarbij. Daar wordt het dorpshoofd aan een stevige kuur gehouden, maar Asterix en Obelix wordt al gauw verzocht om de kliniek te verlaten omdat ze de anderen jaloers maken met hun eetgedrag en het bad letterlijk doen overlopen. Ze besluiten de omgeving te verkennen van Gergovia. Onderweg komen ze een gezant van Caesar tegen, Tullius Lusuncus met zijn soldaten die ze kort en klein slaan, waarna Tullius terugkeert naar Caesar om verslag uit te brengen dat de plaatselijke bevolking erg opstandig is. Hierop besluit Caesar dat hij een triomftocht wil maken op het schild van Vercingetorix, maar dat schild moet eerst gevonden worden.
Intussen worden Asterix en Obelix opgenomen bij Droesemix en zijn gezin. Daar mogen ze een aantal dagen verblijven. Bij het avondeten komen de Romeinen huiszoeking doen in het dorp van Droesemix zowel in uniform als, enkele uren later, de volgende dag, in vermomming. Als Asterix begrijpt dat ze het schild van Vercingetorix zoeken, wil hij ze voor zijn. Er begint een race tegen de klok om het schild, waarbij ze het relaas van het schild volgen en onder meer bij een wielenmaker, een herbergier, een kuuroord en uiteindelijk terug bij Droesemix passeren. Daar komen ze erachter dat Droesemix het schild een tijdje in handen had alvorens het aan een onbekende Galliër te geven in ruil voor een amfoor. Net als Droesemix, stijf van wroeging, dit vertelt aan Asterix en Obelix, komt de Galliër binnen gewandeld: Heroïx, hun stamhoofd, met enkele kilootjes minder op de riem. En, zo blijkt, mét het bewuste schild, waar hun stamhoofd al die jaren reeds op rond werd gedragen.
Net als Lucuncus terugkeert van zijn zoektocht naar het schild, wordt hij door Caesar verrast, en beide Romeinen worden op hun beurt te kijken gezet als de Gergoviërs, met Obelix voorop, het schild boven het hoofd dragend en de magere Heroïx daarbovenop, in parade voorbij komen.
Verslagen koelt Caesar zijn teleurstelling door Lucuncus naar Africa te verbannen, en de dronken centurio Aquavitus tot Tribuun, en de even dronken legionair Slampampus tot Centurio te promoveren teneinde de zaak in de doofpot te steken.
Voldaan keren onze helden terug naar het dorp (en Heroïx de verloren omvang onderweg weer aan kweekt), waarbij het stamhoofd door zijn vrouw verboden wordt deel te nemen aan het banket (en Assurancetourix wel).

## Personages
- Vercingetorix: beroemde Gallische leider uit de geschiedenis.
- Droesemix: een ondernemer in wijn en kolen, die opvalt met uitspraken als ik heb een eigen sjaak en ik heb je nog nooit gesjien. Zijn naam verwijst naar droesem.
- Tullius Lusuncus: een afgezant van Caesar die het ijzeren schild koste wat het kost terug wil vinden. Hij krijgt regelmatig klop van Asterix en Obelix, en beklaagt zich als enige naar Arvernus te komen om klappen in ontvangst te nemen (in plaats van de rust van een kuuroord).
- Lucius Sorus: ondernemer in wielen, een van de tijdelijke bezitters van het ijzeren schild en bedoeld als parodie op Michelin. Zijn naam is een woordspeling op "sores", wat men in Nederland vaak pleegt te zeggen wanneer men in een lastig parket zit.
- Caius Slampampus: een slome soldaat die spion moet spelen maar met een beker wijn op niet veel meer klaarspeelt, behalve klagen over halve tegels. Zelf is hij een karikatuur van Guust Flater.[bron?] Zijn naam verwijst naar een slapjanus.
- Aquavitus: een eveneens dronken centurio, die echter nog zeer bij de pinken is. Enkel omdat ook hij tijdelijk het schild in zijn bezit had komt hij weer onder de aandacht. Zijn naam verwijst naar het levenswater, ook wel Eau de Vie of Aquavit genoemd.

## Achtergrond
De slag bij Alesia was inderdaad de veldslag waarbij de Gallische leider Vercingetorix werd verslagen. In dit album wordt dit ook als reden gegeven waarom historici vandaag de dag nog steeds niet zeker zijn waar deze locatie precies lag: de veteranen van de veldslag weigeren over hun nederlaag te praten en ontkennen te weten waar Alesia exact gelegen is.

## Trivia en verwijzingen
- Droesemix en de andere generatiegenoten spreken met een 'sj'-accent, een parodie van het Auvergne-accent. In de Nederlandse vertaling klinkt dit als een parodie op het Hollands (wat Obelix overigens aldus interpreteert en 'sjaak' als 'sjakie' vertaalt). Wanneer anderen het lijken te spreken doet Droesemix 'artisjokken' als 'artisokken' aan. Jongeren spreken het niet meer, behalve één die Droesemix vermoedt te "sjlissen" (lispelen).
- Het land van Arvernus was in de Romeinse tijd al bekend als rijk aan bronnen. Het kuuroord van onder meer Vichy (hier Aquae Calidae, letterlijk "warme wateren") bestond in die tijd al.
- De wielenmaker Sorus in het verhaal verwijst naar de banden van Michelin, die in Clermont-Ferrand (toen Nemessos) zijn hoofdvestiging heeft.
- Wanneer de druïde-directeur van het kuuroord bij klachten gaat kijken waar de lijfwachten van Heroïx (Asterix en Obelix) zijn, meldt deze 'in de volle' te vinden. Dit is een vertaling van een Frans gezegde, over hoe een Fransman altijd zijn weg vindt naar geluk ("God in Frankrijk").
- Legionair Slampampus is een parodie op Guust Flater, die eveneens lui is, voor alles een uitleg vindt en steevast door zijn geklungel in de problemen raakt.
- Bij de werkstraf van Slampampus, die de tegels van zijn kazerne veegt, wil hij niet 'over de tegel gaan'. Dit is een andere zegswijze voor niet (te) dronken te geraken.
- Centurio Aquavitus, een bijna constant dronken Romein, is een karikatuur verwijzend naar het sterk alcoholisch karakter van Aquavit, een Noorse geestrijke drank.
- De pygmee die boodschappen rond draagt is een parodie op een intercom die op veel kantoren in de jaren 70 in zwang was.
- Droesemix verkoopt, net als zowat alle aanpalende buren, wijn en kolen. Dit verwijst naar de bougnat, een aanduiding voor hoe men van de streek emigreerde in de negentiende eeuw naar grote steden zoals Parijs, en hun eigen onderhoud bekostigden door wijn en kolen te verkopen.
- Wanneer Asterix vraagt waar de slag om Alesia plaats heeft gevonden, weigeren Heroïx en Droesemix hierop te antwoorden en zijn diep beledigd door de vraag. Dit is een typische uiting van Gallisch (en later Frans) chauvinisme om de smadelijke nederlaag die de Galliërs er leden uit hun leven te verbannen.
- Asterix, Obelix en Droesemix bezoeken een centraal bergmassief, het huidige Puy de Dôme.
- Wanneer Lucunsus aan Caesar gaat melden dat het ijzeren schild niet bij de schatten te vinden is (wel een Helvetisch uurwerk, Gotisch en Belgisch bier, onder meer), antwoordt Caesar met "Geen commentaar". Dit is een knipoog naar zowel het feit dat politici weinig praatgraag zijn tegen de pers, als een knipoog naar zijn Commentarii de Bello Gallico.
- Bij hun bezoek aan Sorus de wielenmaker in Nemessos dagdroomt Obelix over een eigen bedrijf compleet met marmeren bureau voor zijn menhirs. Dit wordt later het centrale thema in Obelix & Co.
- Het is een van de weinige verhalen waarin Heroïx niet door zijn dragers vergezeld of rondgedragen wordt, en de eerste van twee keer dat Obelix hem alleen op het schild rond zal dragen.
- De originele covertekening voor dit album werd in 2017 op een veiling verkocht voor 1,197 miljoen euro.[1]